# Fahan
Fahan is een plaats in het Ierse graafschap Donegal. De plaats telt 338 (2002 census) inwoners.